# بلاط، مرجعیون
بلاط (به عربی: بلاط) یک منطقهٔ مسکونی در لبنان است که در شهرستان مرجعیون واقع شده‌است.
 بلاط   ۶۸۰ متر بالاتر از سطح دریا واقع شده‌است.